# احتكاك جنبي
الاحتكاك الجنبي (بالإنجليزية: Pleural friction rub أو مختصرها pleural rub)‏ هي علامة طبية مسموعة تظهر عند بعض المرضى المصابين بالتهاب الجنبة أو الأمراض الأخرى التي تصيب تجويف الصدر. يمكن ملاحظته ضمن الأصوات التي تسمع داخل الجسم بواسطة السماعة الطبية أو غيرها.
الاحتكاك الجنبي عبارة عن أصوات صرير أو أصوات مزعجة لاحتكاك بطانات تجويف الجنبة ويمكن وصفها بأنها تشبه أصوات المشي على الثلج. تحدث هذه الحالة عندما تفصد طبقات الجنبة لزوجتها.
الاحتكاك الجنبي شائع في ذات الرئة والانصمام الرئوي والتهاب الجنبة. كما تظهر هذه الأصوات عندما يتحرك صدر المريض كما في الشهيق والزفير.